# Sturnia erythropygia
El estornino cabeciblanco (Sturnia erythropygia) es una especie de ave paseriforme de la familia Sturnidae endémica de las islas Andamán y Nicobar, pertenecientes a la India aunque ubicadas en el sudeste asiático.

## Descripción
El estornino cabeciblanco mide alrededor de 20 cm de largo. La mayor parte de su plumaje es blanco, salvo las plumas de vuelo de alas y cola que son negras. La subespecie nominal tiene el manto y la espalda grisáceos con cierto tono violáceo. La base de su pico puntiagudo es azul y el resto amarillo y sus patas también son amarillas. El iris de sus ojos es blanquecino.

## Taxonomía
Fue descrito científicamente por el zoólogo inglés Edward Blyth en 1846. Anteriormente se clasificaba en el género Sturnus, pero en 2008 un estudio genético indicó que cinco especies del género, incluido el estornino cabeciblanco, debían separarse en otro género, Sturnia.
Se reconocen tres subespecies:
- S. e. andamanensis - ocupa las islas Andamán;
- S. e. erythropygia - se encuentra en el norte de las islas Nicobar;
- S. e. katchalensis - está presente en el centro del archipiélago Nicobar.